# Ceroplastes toddaliae
Ceroplastes toddaliae  (лат.) — вид полужесткокрылых насекомых-кокцид рода Ceroplastes из семейства ложнощитовки (Coccidae).

## Распространение
Африка: Замбия, Зимбабве, Малави, Мозамбик, Сенегал.

## Описание
Питаются соками растений таких семейств, как Мальвовые: Шоколадное дерево (Theobroma cacao); Anacardiaceae: Rhus; Annonaceae: Annona senegalensis; Annona cherimolia; Artobotrys brachypetalus; Celastraceae: Cassine aethiopica; Clusiaceae: Psorospermum febrifugum; Ebenaceae: Euclea; Lauraceae: Persea gratissima; Loganiaceae: Strychnos innocua; Moraceae: Ficus; Ficus capensis; Myricaceae: Myrica pululifera; Ochnaceae: Ochna lanceolata; Olacaceae: Coula edulis; Rosaceae: Chaenomeles lagenaria; Cliffortia nitidula; Rubiaceae: Craterispermum caudatum; Rutaceae: Citrus; Toddalia austriaca; Santalaceae: Osyris lanceolata; Sapotaceae: Bequaertiodendron megalismontanum.
Вид был впервые описан в 1931 году энтомологом У. Дж. Холлом (Hall, W. J.).
Таксон Ceroplastes toddaliae включён в состав рода Ceroplastes Gray, 1828 (триба Ceroplastini) вместе с видами Ceroplastes brevicauda, Ceroplastes eugeniae, Ceroplastes uapacae, Ceroplastes spicatus, Ceroplastes helichrysi, Ceroplastes longicauda, Ceroplastes royenae, и другими.